# Euless

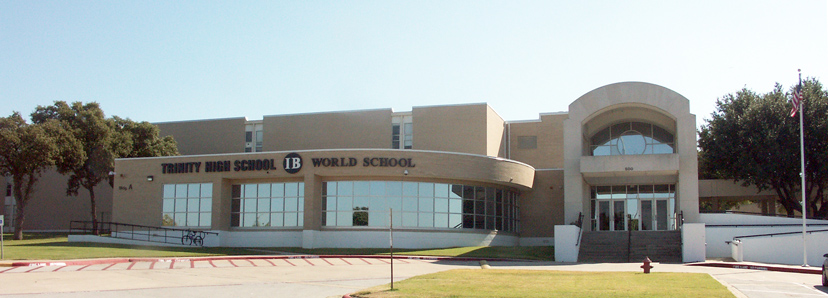

Euless is een plaats (city) in de Amerikaanse staat Texas, en valt bestuurlijk gezien onder Tarrant County.

## Demografie
Bij de volkstelling in 2000 werd het aantal inwoners vastgesteld op 46.005.
In 2006 is het aantal inwoners door het United States Census Bureau geschat op 52.016, een stijging van 6011 (13,1%).

## Geografie
Volgens het United States Census Bureau beslaat de plaats een oppervlakte van
42,1 km², geheel bestaande uit land. Euless ligt op ongeveer 179 m boven zeeniveau.

## Plaatsen in de nabije omgeving
De onderstaande figuur toont nabijgelegen plaatsen in een straal van 12 km rond Euless.